# مركز وايت سنتر للحجر الصحي لمرض كوفيد-19
موقع الحجر الصحي لفيروس كوفيد 19 في وايت سنتر (White Center COVID-19 quarantine site) هو موقع حجر صحي يقع في حي وايت سنتر غير المدمج في مقاطعة كينغ، بالقرب من سياتل، واشنطن، في الولايات المتحدة. حيث تم إيواء السكان الذين تم تشخيص إصابتهم بفيروس كوفيد-19 ولكن لا يمكن عزلهم في المنزل، ولكنهم لا يحتاجون إلى رعاية طبية طارئة، هناك. ومن المتوقع أن يكون الكثير منهم من المشردين.
تم تمويل المنشأة من قبل الصحة العامة - سياتل ومقاطعة كينج كجزء من حزمة الإنفاق الطارئ بقيمة 28 مليون دولار. تم الإعلان عن الخطة في 3 مارس وتم تركيب المقطورة الأولى هناك في نفس اليوم. سيكون هناك مكان لإيواء 32 شخص في ثماني مقطورات. بحلول 27 مارس، تم تجهيز المقطورات بالسباكة وكانت جاهزة للاستخدام.
قال السيناتور جو نجوين، الذي يمثل مركز وايت في الهيئة التشريعية لولاية واشنطن، إنه "كان حذر من رؤية هذه المنشأة في مجتمع محروم بالفعل من حقوقه بسبب عقود من السياسات التي تعمل ضده".
كان مرفق وايت سنتر واحد من خمسة مواقع للحجر الصحي في مقاطعة كينج بحلول نهاية شهر مارس، مع مواقع أخرى في كينت، وإيساكواه، ونورث سياتل، وواحد مجاور لمستشفى هاربورفيو في سياتل.